# Phoenix Suns 1976-1977
La stagione NBA 1976-1977 fu la 9ª stagione della storia dei Phoenix Suns che si concluse con un record di 34 vittorie e 48 sconfitte nella regular season, il 5º posto nella Pacific Division, e il 10º posto nella Western Conference.
Dopo aver raggiunto le finali l'anno precedente, la squadrà non riuscì a qualificarsi per i playoff del 1977.

## Draft
| Giro | Scelta | Giocatore   | Posizione   | Nazionalità | Università/Club |
| ---- | ------ | ----------- | ----------- | ----------- | --------------- |
| 1    | 10     | Ron Lee     | playmaker   | Stati Uniti | Oregon          |
| 3    | 30     | Al Fleming  | ala piccola | Stati Uniti | Arizona         |
| 2    | 33     | Butch Feher | guardia     | Stati Uniti | Vanderbilt      |

## Regular season
| Squadra                  | V  | P  | %    | GB |
| ------------------------ | -- | -- | ---- | -- |
| Los Angeles Lakers       | 53 | 29 | 64,6 | -  |
| Portland Trail Blazers C | 49 | 33 | 59,8 | 4  |
| Golden State Warriors    | 46 | 36 | 56,1 | 7  |
| Seattle SuperSonics      | 40 | 42 | 48,8 | 13 |
| Phoenix Suns             | 34 | 48 | 41,5 | 19 |

## Play-off
Non qualificata

## Roster
| N° | Naz.                   | Ruolo | Sportivo         | Anno | Alt. | Peso |
| -- | ---------------------- | ----- | ---------------- | ---- | ---- | ---- |
| 4  | Stati Uniti (bandiera) | GA    | Tom Van Arsdale  | 1943 | 196  | 92   |
| 5  | Stati Uniti (bandiera) | GA    | Dick Van Arsdale | 1943 | 196  | 95   |
| 7  | Stati Uniti (bandiera) | G     | Butch Feher      | 1954 | 193  | 84   |
| 14 | Stati Uniti (bandiera) | GA    | Keith Erickson   | 1944 | 196  | 88   |
| 18 | Stati Uniti (bandiera) | A     | Curtis Perry     | 1948 | 201  | 100  |
| 21 | Stati Uniti (bandiera) | C     | Dennis Awtrey    | 1948 | 208  | 107  |
| 24 | Stati Uniti (bandiera) | A     | Gar Heard        | 1948 | 198  | 99   |
| 30 | Stati Uniti (bandiera) | G     | Ron Lee          | 1952 | 193  | 88   |
| 32 | Stati Uniti (bandiera) | AC    | Ira Terrell      | 1954 | 203  | 91   |
| 33 | Stati Uniti (bandiera) | AC    | Alvan Adams      | 1954 | 206  | 95   |
| 40 | Stati Uniti (bandiera) | G     | Ricky Sobers     | 1953 | 191  | 90   |
| 44 | Stati Uniti (bandiera) | G     | Paul Westphal    | 1950 | 193  | 88   |
| 54 | Stati Uniti (bandiera) | C     | Dale Schlueter   | 1945 | 208  | 102  |

## Staff tecnico
- Allenatore: John MacLeod
- Vice-allenatore: Al Bianchi
- Preparatore atletico: Joe Proski

### Arrivi/partenze
Mercato e scambi avvenuti durante la stagione:
Arrivi
| N° | Naz. | Ruolo | Sportivo |  | Alt. |  |
| -- | ---- | ----- | -------- |  | ---- |  |

Partenze
| N° | Naz. | Ruolo | Sportivo |  | Alt. |  |
| -- | ---- | ----- | -------- |  | ---- |  |

## Premi e onorificenze
- Paul Westphal incluso nell'All-NBA First Team
- Ron Lee incluso nell'All-Rookie Team